# Walk Along
«Walk Along» — песня нидерландской певицы Трейнтье Остерхёйс, представлявшая страну на музыкальном конкурсе Евровидение 2015. Одним из авторов песни стала певица Анук, её соавтором музыки стал шведский автор песен Тобиас Карлссон. В жанровом плане композицию можно отнести к жанрам поп-музыки и кантри.

## Позиции в чартах
| Чарт                        | Наивысшая позиция |
| --------------------------- | ----------------- |
| Нидерланды (Single Top 100) | 7                 |
| Нидерланды (Dutch Top 40)   | 35                |